# فاطمه عباس
فاطمه عباس (انگلیسی: Fatimah Abbas؛ زادهٔ ۲۳ آوریل ۲۰۰۰) تیرانداز زن اهل عراق است. وی در بازی‌های المپیک تابستانی ۲۰۲۰ شرکت کرده‌است.